# فرد روتن
فرد روتن (هلندی: Fred Rutten؛ زادهٔ ۵ دسامبر ۱۹۶۲) یک بازیکن و سرمربی فوتبال اهل هلند است.
از تیم‌ها و باشگاه‌هایی که در آن بازی کرده‌است، می‌توان به توئنته و تیم ملی فوتبال هلند اشاره کرد.